# Mac OS X Jaguar
Mac OS X Jaguar (версія 10.2) — третій основний випуск macOS, операційної системи Apple для настільних ПК та серверів. Операційна система була випущена 23 серпня 2002 року як для встановлення на одному комп'ютері, так і в «сімейному пакеті», що дозволяло встановити здійснити п'ять вмтановлень на окремих комп'ютерах в одній сім'ї. Mac OS X Jaguar була першим випуском Mac OS X, кодова назва якої (Jaguar) публічно використовувалася в маркетингу та рекламі.

## Системні вимоги
Для Mac OS X Jaguar потрібен центральний процесор PowerPC G3 або G4 і 128 МБ оперативної пам'яті. Для перших систем Apple PowerPC G5 були випущені спеціальні збірки Mac OS X Jaguar.

## Нові та змінені функції
У Mac OS X Jaguar зʼявилося багато нових функцій, які все ще підтримуються донині в macOS, включаючи підтримку MPEG-4 у QuickTime, Address Book та Inkwell для розпізнавання рукописного тексту. Операційна система також містила перший випуск реалізації Apple Zeroconf, Rendezvous (пізніше перейменований на Bonjour), який дозволяє пристроям в одній мережі автоматично знаходити один одного та пропонувати доступні послуги, такі як спільний доступ до файлів, спільні сканери та принтери.
У Mac OS X Jaguar Server 10.2.2 додано журналювання до HFS Plus, рідної файлової системи Macintosh, щоб збільшити надійність і функції відновлення даних. Пізніше цю новацію було додано до настільної Mac OS X у версії 10.3 Panther.
У Mac OS X Jaguar зʼявилася Quartz Extreme, технологія, яка використовується для компонування графіки безпосередньо на відеокарті без використання програмного забезпечення для компонування вікон. Технологія передала завдання обробки 3D-поверхонь вікон з центрального процесора на відеокарту, щоб підвищити швидкість реагування та продуктивність інтерфейсу.
Також було додано Universal Access, щоб дозволити користувачам комп'ютерів з інвалдністю використовувати Macintosh.
Інтерфейс користувача Mac OS X Jaguar також був змінений. Були додані функції пошуку до Finder за допомогою оновленого Sherlock 3.
До Mac OS X Jaguar було додано Common Unix Printing System (також відому як CUPS), модульну систему друку для Unix-подібних операційних систем, і покращено підтримку мереж Microsoft Windows, використовуючи Samba з відкритим кодом як сервер для протоколу віддаленого доступу до файлів SMB і модуль віртуальної файлової системи на базі FreeBSD як клієнт для SMB.
У Mac OS X Jaguar, відомий Happy Mac, що супроводжував запуск Macintosh протягом майже 18 років, був замінений великим сірим логотипом Apple.

## Маркетинг
На відміну від Mac OS X 10.1, Mac OS X Jaguar був платним оновленням і коштував 129 доларів США. У жовтні 2002 року Apple запропонувала безкоштовні копії Mac OS X Jaguar всім вчителям K-12 (молодша школа) у США в рамках програми «X For Teachers» (англ. X для вчителів). Вчителі, які хотіли отримати копію операційної системи, просто повинні були заповнити форму, і пакет із інсталяційними дисками та посібниками з Mac OS X відправлявся до школи, де вони працювали.
Mac OS X Jaguar став першим випуском Mac OS X, який публічно використовував свою кодову назву (Jaguar) як маркетинговий хід і як офіційну назву операційної системи. У зв'язку з цим Apple замінила упаковку для Mac OS X на нову коробку із ягуаром.
Починаючи з Mac OS X Jaguar, випускам Mac OS X після презентації присвоювали маркетингову назву, пов'язану з котячими, аж до презентації OS X Mavericks у червні 2013 року, після чого операційні системи почали називати на честь місць у Каліфорнії, де розташована штабквартира Apple.

## Історія випуску
|  | Не підтримується |

| Версія | Збірка | Дата              | Версія Darwin | Примітки                                                           |
| ------ | ------ | ----------------- | ------------- | ------------------------------------------------------------------ |
| 10.2   | 6C115  | 24 серпня 2002    | 6.0           | Оригінальний споживчий випуск                                      |
| 10.2   | 6C115a | 24 серпня 2002    | 6.0           | Оригінальний споживчий випуск                                      |
| 10.2.1 | 6D52   | 18 вересня 2002   | 6.1           | Оновлення Mac OS X 10.2.1 із кодовою назвою Jaguar Red             |
| 10.2.2 | 6F21   | 11 листопада 2002 | 6.2           | Оновлення Mac OS X 10.2.2 із кодовою назвою Jaguar Blue або Merlot |
| 10.2.3 | 6G30   | 19 грудня 2002    | 6.3           | Оновлення Mac OS X 10.2.3 із кодовою назвою Jaguar Green           |
| 10.2.3 | 6G37   |                   | 6.3           | Оновлений споживчий випуск                                         |
| 10.2.3 | 6G50   |                   | 6.3           | Серверна версія; споживчий випуск                                  |
| 10.2.4 | 6I32   | 13 лютого 2003    | 6.4           | Оновлення Mac OS X 10.2.4 із кодовою назвою Jaguar Pink            |
| 10.2.5 | 6L29   | 10 квітня 2003    | 6.5           | Оновлення Mac OS X 10.2.5 із кодовою назвою Jaguar Plaid           |
| 10.2.6 | 6L60   | 6 травня 2003     | 6.6           | Оновлення Mac OS X 10.2.6 із кодовою назвою Jaguar Black           |
| 10.2.7 | 6R65   | 22 вересня 2003   | 6.7           | Вилучено з розповсюдження через дефекти                            |
| 10.2.8 | 6R73   | 3 жовтня 2003     | 6.8           | Оновлення Mac OS X 10.2.8; випущено як 6R50 на один день           |
| 10.2.8 | 6S90   | 3 жовтня 2003     | 6.8           | Оновлення Mac OS X 10.2.8 (G5)                                     |

Mac OS X 10.2.7 (кодові назви Blackrider, Smeagol) була доступна лише для нових Power Mac G5 і алюмінієвих PowerBook G4, випущених до Mac OS X Panther. Офіційно вона так і не була представлена широкому загалу.
Mac OS X 10.2.8 — остання версія Mac OS X, офіційно підтримувана на настільних комп'ютерах Beige G3, «мінібаштах» та багатофункціональних системах, а також у серії ноутбуків PowerBook G3 (1998), також відомій як Wallstreet/PDQ; хоча пізніші операційні системи можна запускати на таких комп'ютерах Mac за допомогою неофіційних, неліцензованих і непідтримуваних інструментів сторонніх розробників, таких як XPostFacto.